# Křižník Potěmkin (film)
Křižník Potěmkin (Бронено́сец «Потёмкин») je celovečerní němý sovětský film, který natočil Sergej Ejzenštejn v roce 1925. Řadou kritiků je považován za jeden z nejvýznamnějších snímků světové kinematografie, na světové výstavě Expo 58 byl vyhlášen nejlepším filmem vůbec. Pojednává o námořní vzpouře na bitevní lodi ruské černomořské floty Kňaž Poťomkin Tavričeskij (česky: Kníže Potěmkin Tauridský), odehrávající se v revolučním roce 1905.

## Pět kapitol
1. Mužstvo a červi
2. Drama na palubě
3. Mrtvý volá po spravedlnosti
4. Oděské schodiště
5. Setkání s eskadrou

## Citace v kultuře
Pro svou převratnost a expresivitu byla řada scén z filmu často citována dalšími filmovými tvůrci. Nejexpresivnější scénou je patrně masakr na Oděském schodišti (dnešní Potěmkinovo schodiště). Variace na tuto scénu se později objevily například ve filmech Brazil, Neúplatní či v komediích Nesnáze pana účetního, Bláznivá střela 33 a 1/3: Poslední trapas.
Film byl z mnoha stran přelomový. Objevila se zde například pohyblivá filmová kamera (v té době neobvyklé, avšak používala se i dříve, např. ve filmu Zrození národa (1915)); skoro celý děj filmu se odehrává v exteriéru (na rozdíl od tehdy – a ještě dlouho potom – běžné produkce). Pozoruhodné jsou též obrovské masové scény komparsistů (kteří, mimochodem, hráli zadarmo).

## Galerie
- Křižník Potěmkin

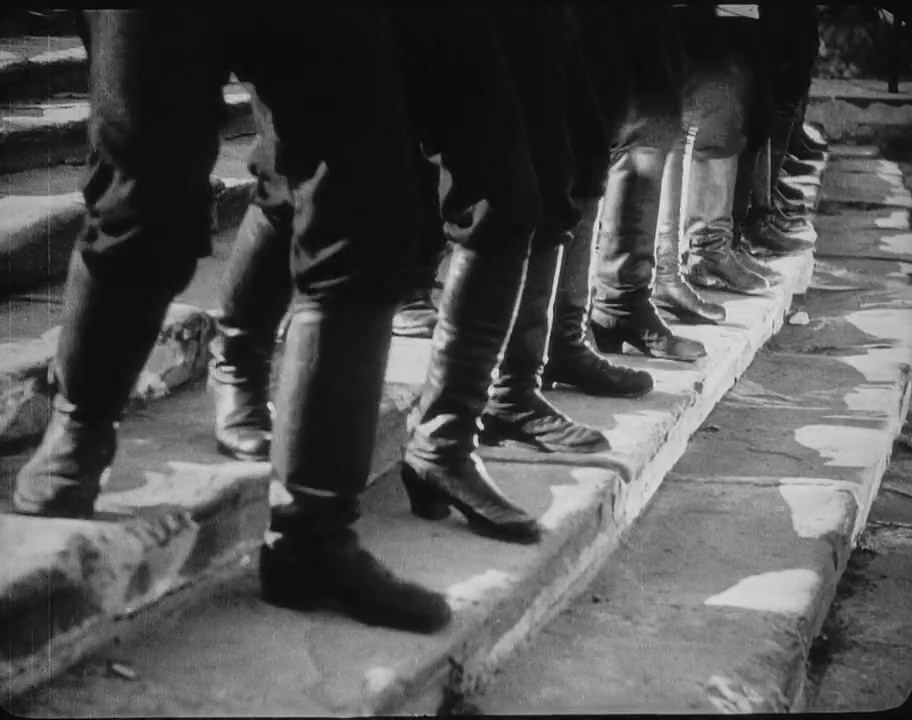
Nohy pochodujících kozáků na Oděském schodišti